# Kathiawar-félsziget
A Kathiawar (gudzsaráti: કાઠીયાવાડ IPA: [kaʈʰijaʋaɽ]) egy félsziget az indiai szubkontinens nyugati részén, Indiában, a Szaurástra-régióban. 

## Határai
- délen és nyugaton az Arab-tenger
- északnyugaton a Kutch-öböl
- észak-ÉK-en az indiai szárazföld
- keleten a Cambay-öböl (vagy Khambhat-öböl)

## Demográfia
Legnagyobb városok:
- Dzsámnagar (Jamnagar) a Kutch-öbölnél,
- Rádzskot (Rajkot) a félsziget északi részén,
- Bhávnagar (Bhavnagar) a Cambay-öböl partjának közelében,
- Porbandar az Arab-tenger partján

## Körzetek

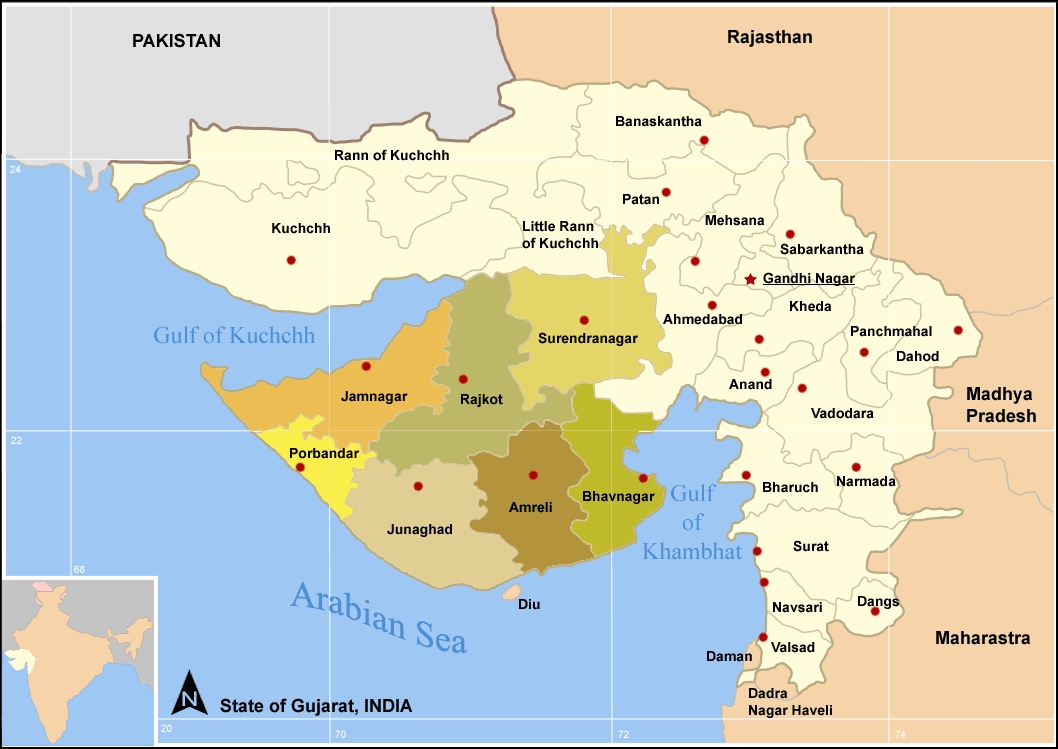
Kathiawar régi kerületei és székhelyeik

A félsziget adminisztratív kerületei:
- Amreli
- Bhavnagar
- Devbhoomi Dwarka
- Gir Somnath
- Jamnagar
- Dzsúnágarh
- Morbi
- Porbandar
- Rajkot
- Surendranagar

## Fordítás
- Ez a szócikk részben vagy egészben  a   Kathiawar című angol Wikipédia-szócikk fordításán alapul.  Az eredeti cikk szerkesztőit annak laptörténete sorolja fel. Ez a jelzés csupán a megfogalmazás eredetét és a szerzői jogokat jelzi, nem szolgál a cikkben szereplő információk forrásmegjelöléseként.